# 烏希島
烏希島（羅馬化：Ostrov Ushi）是叶夫根尼娅皇后群岛其中一岛，由符拉迪沃斯托克城区負責管轄，位於俄羅斯島西北160米，海参崴市区南10公里处，該島長45米，寬22米，面積0.06公顷，最高點海拔高度6米，島上無人居住。